# Klippsmörbult
Klippsmörbult (Gobius paganellus) är en bottenlevande fisk i familjen smörbultar.

## Utseende
Hanen är spräcklig i mörkbrunt och blekbrunt, ofta med en rödaktig rand upptill på främre ryggfenan, medan honan är mörkare och mera enfärgad, ibland nästan svart. Framtill på buken har arten en oval sugskiva. Längden uppgår till 12 cm.

## Vanor
Klippsmörbulten är en bottenfisk som lever på stenbottnar på grunt vatten. Det är inte ovanligt att den uppehåller sig i tidvattenspölar på klippkuster. Kan även gå in i bräckt och sött vatten. Födan består av bottendjur som kräftdjur och havsborstmaskar. Den kan bli åtminstone 10 år gammal.

### Fortplantning
Arten blir könsmogen vid 2 till 3 års ålder. Den leker under sommaren; hanen letar upp lämpliga hålrum, där honan sedan lägger äggen som klibbar fast vid väggarna. Ynglen är pelagiska.

## Utbredning
Klippsmörbulten finns i östra Atlanten från Brittiska öarna över södra Nordsjön, Medelhavet och Svarta havet till Senegal. Har spritt sig via Suezkanalen till Röda havet.